# Браунинг 1910/22 Војно-државни
FN Model 1910/22 представља модификацију полуатоматског пиштоља FN Model 1910 америчког конструктора Џона Браунинга (енгл. John Browning) који је производила фирма фр. Fabrique Nationale de Herstal из Белгије, у складу са условима конкурса Министарства Војске и морнарице Краљевине Срба, Хрвата и Словенаца из 1920. године. Због знатно измењених техничко - тактичких и балистичких особина, међу многим стручњацима влада мишљење да је ово пре други модел пиштоља настао развојем из оригиналног, него његова модификација.

## Развој
У наоружању војске Краљевине Срба, Хрвата и Словенаца налазили су се углавном ратни „Рубији” Српске војске, које је током Првот светскот рата, у различитим верзијама производило преко педесет фабрика у Француској и Шпанији, а у већем броју су били присутни и Белгијски и Руски "Нагани", Аустроугарски „Гасери” и „Штајери”, Немачки „Маузери”, као и читав низ других пиштоља различитих произвођача, углавном Турског и Бугарског порекла заплењених у Балканским ратовима и ратовима за ослобођење Србије.
У овим условима, било је неопходно заменити читаво ово шаренило јединственим службеним пиштољем, и у том циљу је Министарство Војске и морнарице 1920. године расписало међународни конкурс за набавку 60.000 комада нових пиштоља. На конкурсу је победила Фабрика FN са својим моделом Browning 1910, али је наручилац дао додатни захтев да се пиштољу продужи цев на 114 милиметара због веће прецизности и да се капацитет оквира повећа за два метка.
Како произвођач није имао оружје које је одговарало техничко - тактичким захтевима поручиоца, инжењери из Херстала су извршили значајне измене на постојећем моделу 1910. Захтев за повећањем капацитета је решен једноставно, повећањем рукохвата оружја, тако да може да прими повећани оквир, док је захтев за продужењем цеви решен на веома оригинални начин додавањем чепа који се брави за навлаку и који омогућава уградњу дуже цеви.
Оружје се показало успешно на тестирању, па су прве количине испоручене 1922. године и оружје је ушло у наоружање под ознаком М 1910/22.

## Историјат
Први примерци намењени војсци су носили ћириличну ознаку „Војно државни”, док су полицијски модели у зависности од тога да ли су били намењени источним или западним деловима земље носили ћириличну или латиничну ознаку „Полицијски”. Постојала и је и мања серија пиштоља који су били означени са "Официрски“. Каснији примерци су долазили без оваквих ознака, које су накадно утискиване, па се тако могу наћи примерци са најразличитијим натписима, као што је рецимо „Policija grada Splita”.
Без обзира на то што највећи број примерака није носио никакве ознаке осим фабричких, овај пиштољ је и дан данас познат у народу под именом "Војно државни", а овај назив је постао одомаћен и за М57, југословенску верзију совјетског ТТ-а.
Тридесетих година је, тада већ Краљевина Југославија, обновила поруџбину за још око 20.000 комада, уз услов да стручњаци из Херштала обуче особље Војно-Техничког завода из Крагујевца у сервисирању оружја. Ово је, поред каснијих преправки, највероватнији разлог за нетачне наводе да је модел 1910/22 произвођен у Крагујевцу.
У деценијама пре избијања Другог светског рата, овај пиштољ се раширио читавом Европом, па је у мањем или већем броју био у служби у полицији или оружаним снагама Југославије, Холандије, Белгије, Лускембурга, Грчке, Турске, Румуније, Француске, Финске, и Данске, па се тако за њега може слободно рећи да је први европски пиштољ.

## Немачка ратна производња
До избијања Другог светског рата, модел 1910/22 се раширио на десет европских земаља, па су га Немци у свом походу на Европу запленили у великим количинама. Због масовности и солидног квалитета, уврстили су га у своје наоружање под ознаком Pistole 626(b). Највеће количине су завршиле међу припадницима немачког ратног ваздухопловства - Луфтвафе.
Након учвршћења немачке власти у окупираној Белгији, производња у Херсталу је настављена под немачком контролом. Примерци из доба немачке производње су лошег квалитета и препознатљиви су по немачким жиговима и дрвеним чекираним корицама, уместо стандардних пластичних са стилизованом ознаком FN у елипси.

## Ратна и послератна примена
Како је до рата ово било стандардно оружје војске и полиције, велики број ових пиштоља су користиле све зараћене стране током Другог светског рата на нашим просторима, а значајне количине су запленили Немци. Иако лошији од већине немачких модела, међу борцима ЈВУО и партизанима је био цењенији, као „наше” оружје. После рата су ови пиштољи упућени у Црвену Заставу у Крагујевцу на репарацију, где су добили пластичне корице у стилу совјетског ТТ-33 са петокраком звездом и ознаком ФНРЈ. Ови пиштољи су предати на коришћење полицији и били су у употреби све до средине шездесетих година, када су замењени домаћом верзијом ТТ-а. Преостали примерци су дати на коришћење савезном СУП-у, па су неки од њих приказани на словеначкој телевизији као плен словеначких територијалаца приликом заузимања граничног прелаза Шентиљ 1991. године.
Модел је остао у производњи као цивилно оружје све до 1983, а у полицијама већег броја земаља се задржао као стандардно оружје све до средине осамдесетих.